# Placówka Straży Granicznej we Władysławowie
Placówka Straży Granicznej we Władysławowie imienia gen. Józefa Hallera – graniczna jednostka organizacyjna Straży Granicznej realizująca zadania w ochronie morskiej granicy państwowej (zewnętrznej granicy Unii Europejskiej).

## Formowanie i zmiany organizacyjne
Placówka Straży Granicznej we Władysławowie (PSG we Władysławowie), powołano 24 sierpnia 2005 ustawą z 22 kwietnia 2005 o zmianie ustawy o Straży Granicznej..., w strukturach Morskiego Oddziału Straży Granicznej z przemianowania dotychczas funkcjonującej Granicznej Placówki Kontrolnej Straży Granicznej we Władysławowie (GPK SG we Władysławowie). Znacznie rozszerzono także uprawnienia komendantów, m.in. w zakresie działań podejmowanych wobec cudzoziemców przebywających na terytorium RP.

## Nadanie imienia
30 listopada 2018 generał Józef Haller został patronem Placówki Straży Granicznej we Władysławowie. Z tej okazji odbył się uroczysty apel, podczas którego odsłonięto pamiątkową tablicę znajdującą się przy wejściu do placówki. W uroczystości uczestniczył wojewoda pomorski Dariusz Drelich, komendant Morskiego Oddziału Straży Granicznej płk SG Andrzej Prokopski, burmistrz Władysławowa Roman Kużel, a także funkcjonariusze i pracownicy PSG we Władysławowie, przedstawiciele służb mundurowych, władz samorządowych, urzędów, instytucji i szkół współpracujących ze Strażą Graniczną, poczty sztandarowe i Orkiestra Morskiego Oddziału Straży Granicznej, która nadała oprawę muzyczną.

## Ochrona granicy

### Terytorialny zasięg działania
Stan z 1 marca 2015
Brzegiem morza terytorialnego i Zatoki Gdańskiej na odcinku powiatów: lęborskiego, wejherowskiego i puckiego.
- Obszar strefy nadgranicznej:
  - Linia rozgraniczenia z[b]:

1. Placówką Straży Granicznej w Gdyni: granicami gmin: Szemud, Wejherowo, Rumia i Kosakowo oraz Żukowo i Gdynia z wyłączeniem terytorialnego zasięgu działania dodatkowego lotniczego przejścia granicznego Gdynia–Kosakowo.
2. Kaszubskim Dywizjonem Straży Granicznej w Gdańsku: wzdłuż brzegu morza terytorialnego na odcinku powiatów lęborskiego, wejherowskiego oraz puckiego.
3. Placówką Straży Granicznej w Ustce: granicami gmin Smołdzino i Główczyce oraz Łeba, Wicko i Nowa Wieś Lęborska.

- Poza strefą nadgraniczną obejmuje: z powiatu lęborskiego gmina Lębork, Lębork (g.m.), Cewice, z powiatu wejherowskiego gminy Linia, Luzino[b].
- W zakresie odprawy granicznej na lotniskach: Województwo pomorskie – powiaty lęborski, wejherowski, pucki z wyłączeniem terytorialnego zasięgu działania dodatkowego lotniczego przejścia granicznego Gdynia–Kosakowo[b].

### Podległe przejścia graniczne
Stan z 1 marca 2015
- Władysławowo (morskie)
- Jastarnia (morskie)
- Hel (morskie)
- Łeba (morskie).

## Komendanci placówki
- ppłk SG Marek Konkiel (był w 2011)[4]
- ppłk SG Sławomir Pałubiński (poł. 05.2011[c]–11.02.2013[d])[5]
- ppłk SG Krzysztof Maluchnik (11.02.2013[e][5]–obecnie)[1].